# Kleanza Creek Provincial Park
Der Kleanza Creek Provincial Park (auch Kleanza Creek Park) ist ein 216 Hektar (ha) großer Provincial Park im Norden der kanadischen Provinz British Columbia. Der Park liegt am als Yellowhead Highway bezeichneten Highway 16, etwa 15 Kilometer nordöstlich von Terrace im Regional District of Kitimat-Stikine.

## Anlage
Der Park liegt in der Kitimat Ranges der Coast Mountains, an der Einmündung des Kleanza Creek in den Skeena River. Er wird durch den Highway 16, hier die nördliche Route des Trans-Canada Highways, durchquert. Neben den beiden großen Teilen, die dadurch entstehen, dass der Highway den Park durchquert, liegt westlich davon noch ein weiterer Block am Skeena River. Dieser westliche Block wird von einem umgebenden Indian reserve (Kitselas No. 1) der Gitxsan von den anderen Blöcken abgeteilt. Er ist einer der Provincial Parks in British Columbia in der Umgebung von Terrace.

## Geschichte
Wie bei fast allen Provinzparks in British Columbia gilt jedoch auch für diesen, dass er – lange bevor die Gegend von europäischstämmigen Einwanderern besiedelt oder sie Teil eines Parks wurde – Siedlungs-, Jagd- und Fischereigebiet verschiedener Stämme der First Nations war.
Der Park ist ein historisch bedeutsames Gebiet. Der Name „Kleanza“ ist das Gitxsan-Wort für Gold. In den 1890er Jahren wurde im Bach erstmals Seifengold abgebaut. Der Goldabbau im Fluss wurde jedoch bald wieder aufgegeben, weil er für das Schürfen von Hand an vielen Stellen zu tief war und auch zu viel Wasser führte. Noch heute sind Bachaufwärts in den Canyons Reste alter Minen zu sehen.
Der Park wurde am 16. März 1956 eingerichtet. Im Laufe der Zeit wurden die Parkgrenzen und sein Schutzstatus neu festgelegt. Mit der letzten Änderung der Parkgrenzen im Jahr 2014 wurde der Park auf seine aktuelle Fläche von 216 ha verkleinert. Er verlor dabei mehr als 15 % seiner Fläche.

## Aktivitäten
Der Park verfügt über einen Campingplatz mit 34, teilweise reservierbaren Stellplätzen für Zelte und Wohnmobile. Weiterhin verfügt er über einfache Sanitäranlagen sowie einen Picknickbereich.